# Шилац
Шилац (Platyceps najadum) је врста змије из рода Platyceps из породице Colubridae.

## Таксономија
Шилац (Platyceps najadum) је први пут описао Карл Ејхвалд 1831. године, под именом Tyria najadum.

## Географски опсег
Шилац се јавља на Балкану, Егејском региону, Кипру на Средњем истоку чак до Туркменистана и Кавказа.

## Станиште
Шилац настањује сува станишта: пустиње и камените терене, шуме и пољопривредно земљиште од нивоа мора до 2.000 м надморске  висине. Често се налази у пољима.

## Опис
Шилац има витко тело и ретко је дужи више од метра.

## Стање очуваности
Шилац је под претњом директног прогона, шумских пожара и интензивне пољопривреде, где има интеракцију са људима.

## Биологија
Женке шилца полажу од 3 до 16 јаја.

## Подврсте
Пет или шест подврста је идентификовано.
- Platyceps najadum albitemporalis (Darevsky & Orlov, 1994)
- Platyceps najadum atayevi (Tuniyev & Shammakov, 1993) – копетдаг, Иран/Туркменистан.
- Platyceps najadum dahlii (Fitzinger, 1826) – Балкан, Кипар, Егејска Турска.
- Platyceps najadum kalymnensis (B. Schneider, 1979) – ендемска за Калимнос острва, Егејско море.
- Platyceps najadum najadum (Eichwald, 1831) – Кавказ и Мала Азија
- Platyceps najadum schmidtleri (Schätti & McCarthy, 2001) – планине Загрос, Иран.